# Viocourt
Viocourt település Franciaországban, Vosges megyében. Lakosainak száma 165 fő (2022. január 1.). Viocourt Balléville, Châtenois, Houécourt, Morelmaison és Saint-Paul községekkel határos.

## Népesség
A település népessége az elmúlt években az alábbi módon változott:
| Lakosok száma | 153  | 156  | 161  | 156  | 158  | 160  | 162  | 164  | 165  |
|               | 2013 | 2015 | 2016 | 2017 | 2018 | 2019 | 2020 | 2021 | 2022 |